# Ophiernus adspersus
Ophiernus adspersus is een slangster uit de familie Ophiuridae. De wetenschappelijke naam van de soort werd in 1883 gepubliceerd door Theodore Lyman.

## Ondersoorten
- Ophiernus adspersus adspersus
- Ophiernus adspersus annectens Lütken & Mortensen, 1899[2]
  - = Ophiernus polyporus Lütken & Mortensen, 1899[3]
  - = Ophiernus belyaevi Litvinova, 1975
  - = Ophiernus barracloughi Tommasi, 1976